# Union Street
Union Street – dwunasty album brytyjskiej grupy Erasure wydany w  roku 2006. Zawiera stare utwory zespoły nagrane na nowo w stylu country. 21 marca 2006 została wydana EP'ka Boy.

## Utwory
| #   | Tytuł                  | Długość | Album (z którego pochodzi)       |
| --- | ---------------------- | ------- | -------------------------------- |
| 1.  | Boy                    | 3:49    | Cowboy                           |
| 2.  | Piano Song             | 3:17    | Wild!                            |
| 3.  | Stay With Me           | 4:54    | Erasure                          |
| 4.  | Spiralling             | 2:26    | The Circus                       |
| 5.  | Home                   | 4:12    | Chorus                           |
| 6.  | Tenderest Moments      | 5:13    | strona b z singla Run To The Sun |
| 7.  | Alien                  | 4:42    | Loveboat                         |
| 8.  | Blues Away             | 3:59    | I Say I Say I Say                |
| 9.  | How Many Times?        | 3:30    | Wild!                            |
| 10. | Love Affair            | 3:55    | Cowboy                           |
| 11. | Rock Me Gently         | 4:27    | Erasure                          |
| 12. | Cry So Easy            | 2:57    | Wonderland                       |
| 13. | I Bet You're Mad at Me | 3:037   | Nightbird                        |
| 14. | Jacques Cousteau       | 5:03    |                                  |

## Acoustic Live
10 maja 2006 wydano album koncertowy (nagrany 19 kwietnia 2006) w Shepherd’s Bush Empire w Londynie.
Dysk pierwszy
1. Home
2. Boy
3. Victim of Love
4. Stay with Me
5. Love Affair
6. Oh L’amour
7. Alien
8. Blue Savannah
9. Spiralling
10. How Many Times?

Dysk drugi
1. Sometimes
2. Tenderest Moments
3. Ship of Fools
4. Love to Hate You
5. Piano Song"
6. Rock Me Gently
7. Stop!
8. Chains of Love
9. A Little Respect

## Twórcy albumu
- Produkcja: Steve Walsh i Vince Clarke
- Nagrywano w: Union Street Recording, Brooklyn, NY
- Inżynierowie: Juan Garcia, Nick Cipriano i Zach Dycus
- Autor okładki: Lucy McKenzie
- Wydawca: Mute Records
- Dystrybucja: Musical Moments (Europe) Ltd./Minotaur Music Ltd./Sony Music Publishing (UK) Ltd.